# Pháp danh
Pháp danh theo Phật giáo Đại thừa của người Việt là tên được vị Sư đặt cho một người theo đạo Phật phát nguyện làm lễ quy y Tam Bảo và thọ năm giới căn bản gồm:
1. Không sát sanh
2. Không trộm cắp
3. Không tà dâm
4. Không nói dối
5. Không uống rượu

Khi quy y, tín đồ nguyện sống theo đạo lý của nhà Phật. Người nào dù không đi tu mà phát nguyện theo Tam bảo đều được ban pháp danh.
Pháp danh là do vị sư chứng giám đặt cho người thụ lễ như một thể thức truyền thừa cho đệ tử một lý tưởng chung. Vì vậy pháp danh thường chiếu theo một hệ thống rút từ kinh điển ví dụ như một bài kệ, một câu kinh, dùng một chữ chung khởi đầu. Những chữ thường dùng là Phúc, Huệ, Diệu, Tâm, Trí, Tuệ với ý nghĩa cao đẹp. Hoặc đặt pháp danh theo dòng phái của các vị Tổ Sư truyền kệ nối pháp, theo thứ tự chữ của từng đời như Liễu Quán Tổ Sư có kệ rằng: "Thiệt Tế Đại Đạo, Tánh Hải Thanh Trừng, Tâm Nguyên Quảng Nhuận, Đức Bổn Từ Phong,..."
Pháp danh được dùng trong mọi việc giữa cá nhân đó và nhà chùa từ lúc sinh thời cho đến sau khi mất.

## Phân loại: pháp danh, pháp tự, pháp hiệu
Theo Phật giáo thì cần phân biệt pháp danh, pháp tự và pháp hiệu. Người Phật tử nhận Pháp danh khi thụ năm giới; nhận Pháp tự khi thụ 10 giới; và Pháp hiệu khi làm Tỳ kheo tức xuất gia đi tu. Pháp hiệu ở miền Trung đặc biệt là xứ Huế, là do vị sư phụ truyền cho người xuất gia tu tập khi đạt đạo. Chữ được rút lấy từ kệ truyền với như lời nhắn nhủ đệ tử. Ngoài ra pháp hiệu là sợi dây nối kết với nhưng những vị tiên Sư trước đó.
Nam giới đi tu ngày nay nhất thể lấy thêm họ "Thích", còn nữ giới gọi là Ni thì lấy "Thích Nữ" để nhấn mạnh địa vị đệ tử của đức Thích Ca. Lệ này có từ thế kỷ thứ IV do thiền sư Đạo An người Trung Hoa khởi xướng. Tuy nhiên đối với người Việt thì Pháp tự hay Pháp hiệu dùng chữ "Thích" thì đến thế kỷ XX mới xuất hiện. Có nguồn cho rằng Điều-Ngự-Tử Thích-Mật-Thể khi ký tên trong văn liệu cuốn Việt-Nam Phật Giáo Sử Lược ấn hành năm 1943 có thể đã khởi xướng lệ dùng chữ Thích như họ đối với Tăng chúng Việt Nam.
Pháp hiệu cũng do vị sư chứng giám đặt cho người đi tu. Tăng ni khi nhận một vị thầy khác cũng có thể nhận pháp danh và pháp hiệu mới.
| Thế danh         | Pháp danh                     | Pháp tự     | Pháp hiệu                                    |
| ---------------- | ----------------------------- | ----------- | -------------------------------------------- |
| Nguyễn Văn Kỉnh  | Trừng Thông                   | Chơn Thường | Thích Tịnh Khiết Đệ nhất Tăng thống GHPGVNTN |
| Lâm Văn Tuất     | Thị Thủy                      | Hành Pháp   | Thích Quảng Đức                              |
| Đỗ Thị Cửu       | Nguyên Huệ                    | Diệu Định   | Thích Nữ Diệu Định                           |
| Lê Đình Nhàn     | Như An (1935) Ngọc Tân (1937) | Tịnh Bạch   | Thích Huyền Quang Đệ tứ Tăng thống GHPGVNTN  |
| Nguyễn Đình Lang | Trừng Quang                   | Phùng Xuân  | Thích Nhất Hạnh                              |

## "Pháp danh" trong những truyền thống khác
Ở Trung Hoa những người theo đạo Lão như các đạo sĩ cũng có pháp danh.
Ở Nhật Bản thì tương đương pháp danh là "giới danh" (戒名, kaimyō). Ai quá cố cũng được nhà chùa ban cho giới danh để dùng khi cúng lễ.